# سیارک ۱۵۷۵۲
سیارک ۱۵۷۵۲ (به انگلیسی: 15752 Eluard، نامگذاری:1992BD2) پانزده هزار و هفتصد و پنجاه و دومین سیارک کشف شده‌است که در ۳۰ ژانویه ۱۹۹۲ کشف شد.
قدر مطلق سیارک برابر ۲۹.۵ است.